# کریستوفر پریست (رمان‌نویس)
کریستوفر پریست (به انگلیسی: Christopher Priest؛ زاده ۱۴ ژوئیه ۱۹۴۳) رمان‌نویس و نویسنده داستان‌های علمی، تخیلی بریتانیایی است. آثار او عبارتند از فوگ برای یک جزیره تیره، معکوس جهانی، تأکید، جادوی، پرستیژ، و جدایی.
پریست به شدت تحت تأثیر داستان علمی اچ. جی. ولز قرار گرفته در سال ۲۰۰۶ او به عنوان نایب رئیس انجمن بین‌المللی HG Wells منصوب شد.

## زندگی شخصی
پریست در سال ۱۹۴۳ در چیدل، چشر، انگلیس متولد شد.
در دوران کودکی، پریست مدتی را در تعطیلات در شهرستان دورست انگلیس گذراند. وی در اینجا به جستجوی تپه باستانی قلعه میدن، نزدیک دورچستر پرداخت.
اولین داستان کشیش، "The Run"، در سال ۱۹۶۶ منتشر شد. او که قبلاً حسابدار و مأمور حسابرسی بود، در سال ۱۹۶۸ به عنوان نویسنده تمام وقت فعالیت کرد. یکی از رمان‌های ابتدایی او، تأیید، مربوط به مردی آسیب دیده‌است که ظاهراً به دنیایی متوهم می‌رود که در آن سفر طولانی به مجمع‌الجزایر جزایر عجیب را تجربه می‌کند.
پریست در دوون زندگی می‌کرد اما اکنون در جزیره بوت زندگی می‌کند. وی از سال ۱۹۸۱ تا ۱۹۸۷ با نویسنده لیزا تاتل و از ۱۹۸۸ تا ۲۰۱۱ با لی کندی ازدواج کرداو در حال حاضر با نویسنده داستان‌نویسی سوداگرانه نینا آلان زندگی می‌کند.